# Krebsbachtal (Landschaftsschutzgebiet)
Das Krebsbachtal ist ein bereits seit 1940 ausgewiesenes Landschaftsschutzgebiet in der Gemeinde Eigeltingen im baden-württembergischen Landkreis Konstanz in Deutschland.

## Lage
Das rund 92 Hektar große Schutzgebiet erstreckt sich im Hegau entlang des Krebsbachs und seiner Zuflüsse, nördlich von Eigeltingen auf einer Höhe von rund 520 bis 620 m ü. NHN, zwischen den Ortsteilen Eckartsbrunn und Honstetten im Norden, Reute im Nordosten, Dauenberg im Osten und der Lochmühle im Süden.
Im Norden des Schutzgebiets liegt steil über dem Krebsbachtal Richtung Norden nach Honstetten die Tudoburg auf einem Plateau (Vorburg) bzw. Sporn (Hauptburg).

## Beschreibung

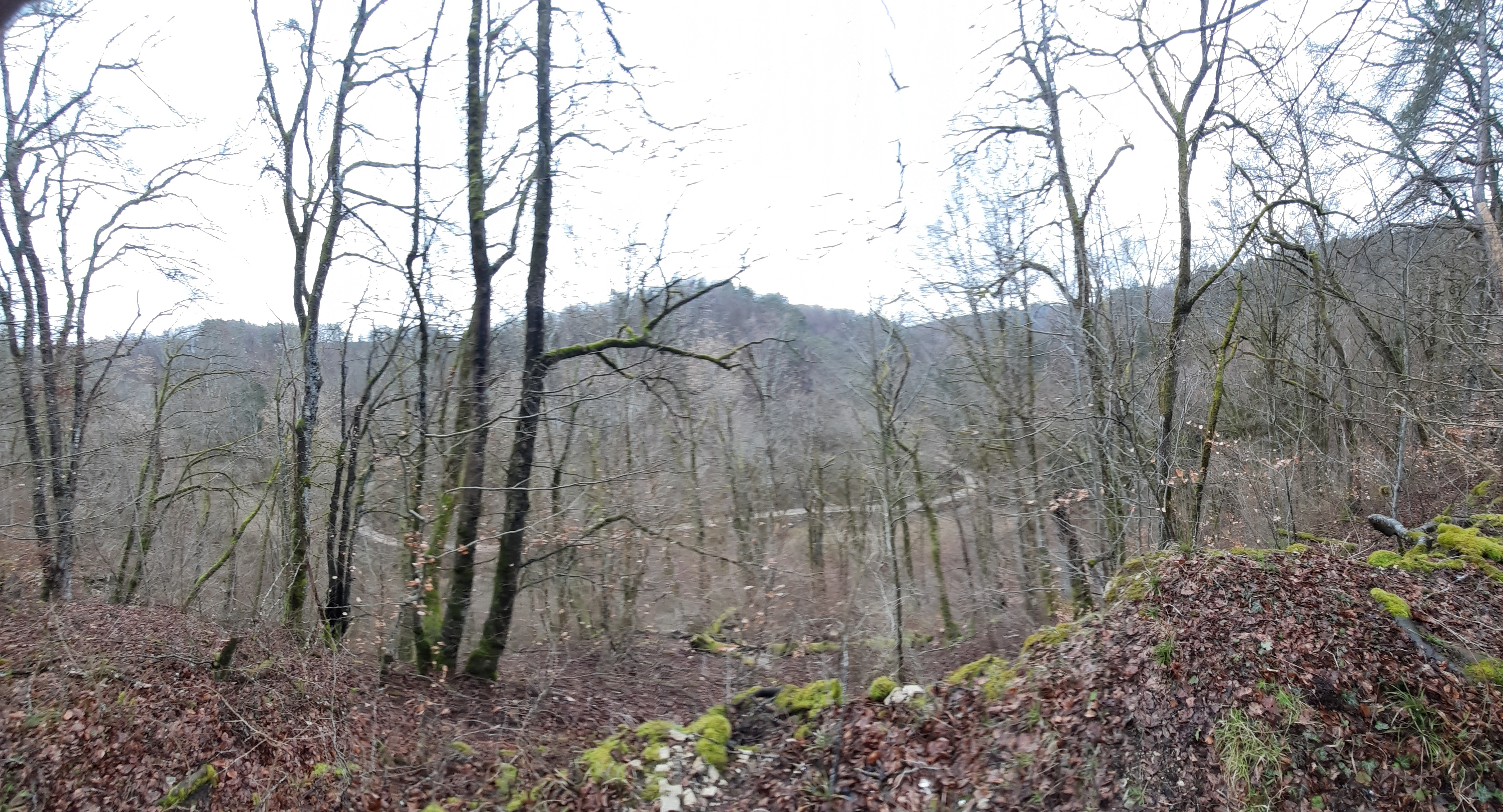
Panorama der Kurve des Krebsbachtales an der Tudoburg

Das Schutzgebiet wird als „Durchbruchstal des zur Stockacher Aach fließenden Krebsbachs durch Jura zum Molassegebiet des Bodensees, mit felsdurchsetzten Hängen und bemerkenswerten Laub- und Mischwäldern“ beschrieben.

## Schutzzweck
Wesentlicher Schutzzweck ist die Erhaltung des Krebsbachtals als Lebensraum zahlreicher zum Teil vom Aussterben bedrohter Pflanzen- und Tierarten und als naturhafte Bachlandschaft von besonderer Eigenart und Schönheit.

## Zusammenhängende Schutzgebiete
Im nördlichen Bereich des Landschaftsschutzgebiets befindet sich der seit 1995 unter Schutz stehende „Schonwald Habsnest“.